# Henri Druart (industriel)
Pour les articles homonymes, voir Henri Druart et Druart.
Henri Druart est un industriel français né à Reims le 6 janvier 1902 et mort à Paris le 30 juillet 1979.
Il fut très investi, avec son frère René Druart, dans la vie intellectuelle et littéraire de la ville de Reims.

## Biographie
Henri Gaston Ernest Druart Druart est né le 6 janvier 1902 à Reims.
Il est le fils d’Émile Druart (1853-1924), négociant à Reims, et d’Adèle Léonie Philippe (1862-1943).
Il s’est marié, à Reims, en 1929 avec Françoise Marie Alice, dite France Hollande (1910-2001).
Il anime avec son frère René, le cercle littéraire Chevigné à Reims. Les deux frères Druart et René Maublanc participent à la création de la revue de poésie rémoise Le Pampre.
Il fut industriel et négociant en matériaux de construction.
Il est décédé le 30 juillet 1979 à Paris et repose au Cimetière du Nord de Reims.

## L’entreprise Druart & Pellot
L’entreprise Druart & Pellot a été créée en 1925 et a fermée en 1970.
Elle était constituée d’une scierie et d’un commerce de matériaux.
L’entreprise Druart & Pellot a participé à l’Exposition Internationale des meilleures marques à Reims en juin 1928.

## Activités
- Président de la Chambre de commerce de Reims et d’Épernay,
- Président de la Société des amis du vieux Reims de 1948 à 1975,
- Membre de Académie nationale de Reims .

## Hommage
- Un square de Reims porte en hommage aux deux frères, René et Henri Druart, le nom de square René et Henri Druart.
- Chevalier de la Légion d’honneur.